# خاقان

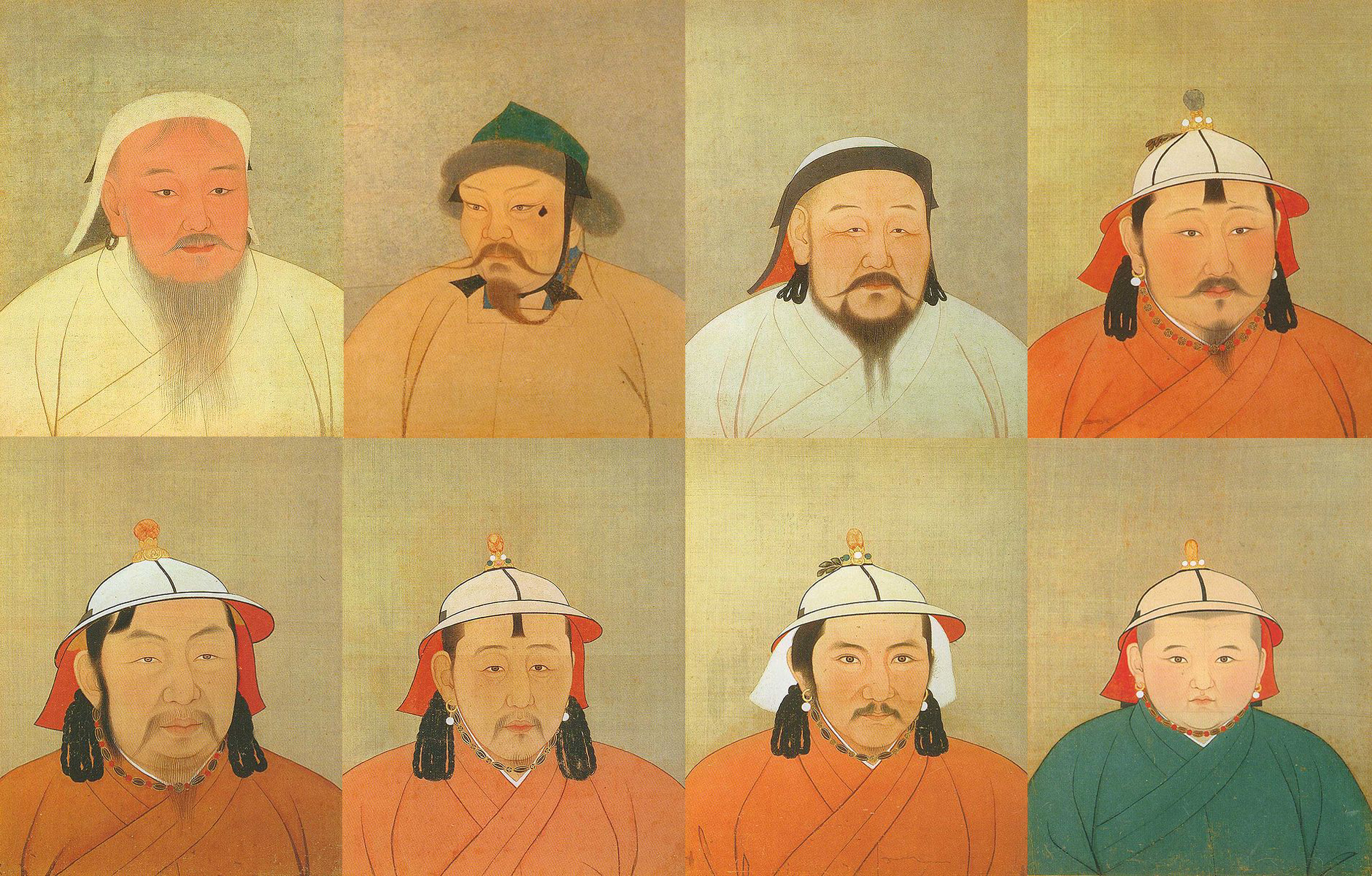
ثمانية من خَوَاقِينُ دولة المغول.

خاقان لقب لكل ملك من ملوك الترك والتتار. ويختصر اللقب إلى خان أو قان.